# Wanda Spalińska
Wanda Spalińska (ur. 14 września 1950) – polska poetka, dziennikarka i redaktor.

## Życiorys
Absolwentka Wydziału Ekonomii Uniwersytetu Warszawskiego w 1973 r. W latach 1973–1980 - pracowała w Ministerstwie Finansów w Departamencie Handlu Zagranicznego i Komunikacji; 1980-1991 - w Ludowej Spółdzielni Wydawniczej jako redaktor; następnie praca w dziennikarstwie: 1991 - współredaktor dodatku do ,,Życia Warszawy” pt. ,,Życie i Miasto”. 1992-1993 - zastępca sekretarza redakcji tygodnika ,,Służba Zdrowia”. 1993-1995 - rzecznik prasowy w Agencji Nieruchomości Rolnych. Pisała artykuły m.in. do ,,Życia Warszawy” i ,,Życia Gospodarczego”.
Debiutowała w prasie w latach siedemdziesiątych. Wiersze drukowała m.in. w ,,Tygodniku Kulturalnym” i ,,Więzi”.
Mąż Leszek (dziennikarz i menadżer), córka Aleksandra (doktorantka Uniwersytetu Warszawskiego).

## Twórczość
Zabawki, 1991 Borgis 

Wezwanie, 1992 Borgis 

Co uczyniłeś z człowiekiem, 1992 Borgis 

Konie we mgle, 2000 LSW 

Wolność na trapezie, 2002 LSW 

Mamidła, 2006 Michalineum 

Jestem, 2009 MHPRL 

I jest pięknie 2012 MHPRL  

Gdzie jest Izolda, 2014 MHPRL 

Dysonanse, 2019 MHPRL 

Pomiędzy, 2020 MHPRL 

Czarne łabędzie, 2021 MHPRL

Jesteśmy 2007. Piórem markowianek, t. zb., 2007, Wydawnictwo Książkowe IBiS 

Jesteśmy 2010. Piórem markowianek, t. zb., 2010, Wydawnictwo Książkowe IBiS 

Gałązka oliwna. Z Księgi Pamiątkowej żoliborskiego sanktuarium (Wybór i przedmowa), 1991 LSW 